# 1846 en arts plastiques
| Années des arts plastiques : 1843 - 1844 - 1845 - 1846 - 1847 - 1848 - 1849    |
| Décennies des arts plastiques : 1810 - 1820 - 1830 - 1840 - 1850 - 1860 - 1870 |

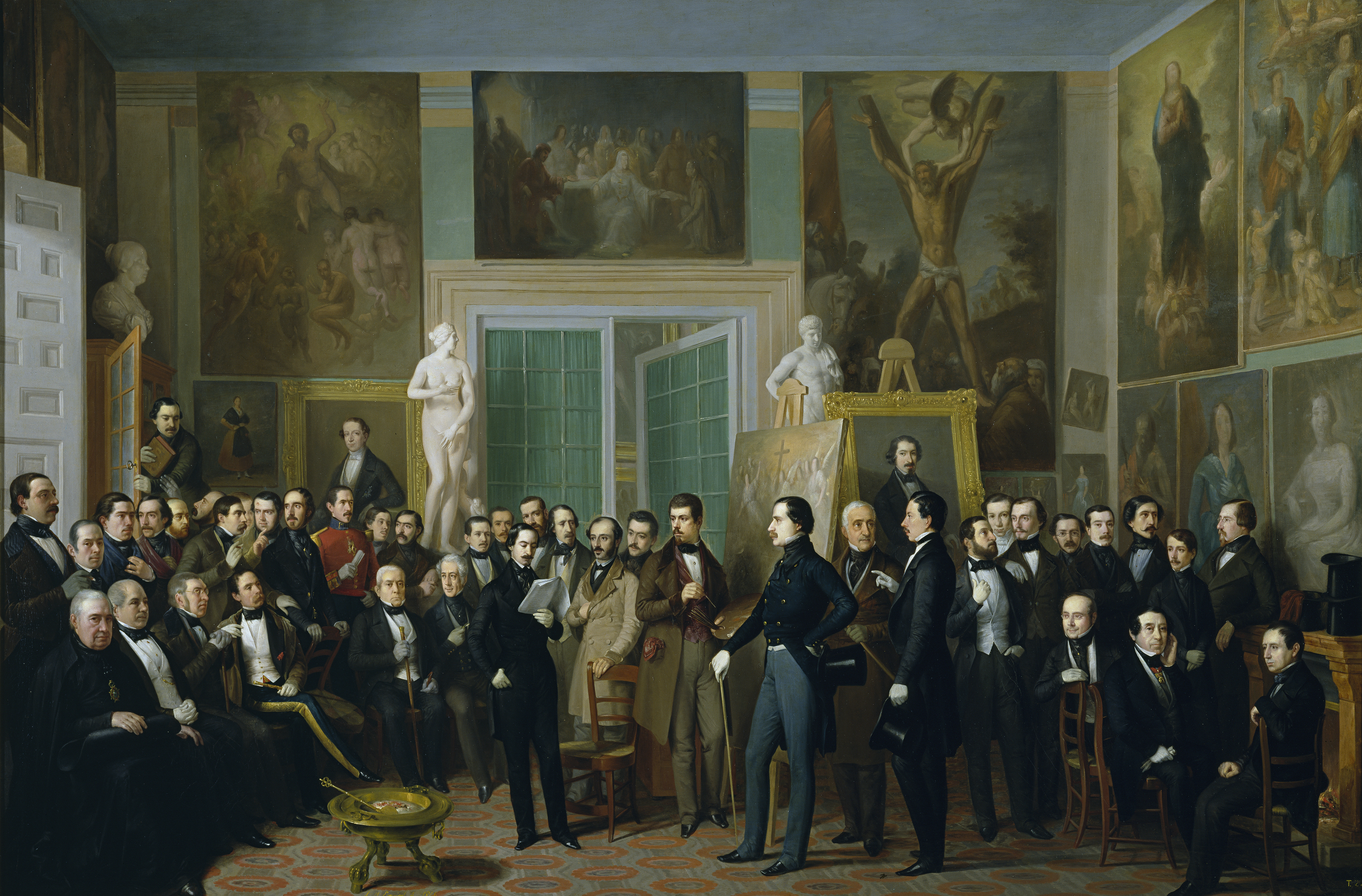
La Réunion des poètes d'Antonio María Esquivel (1846).

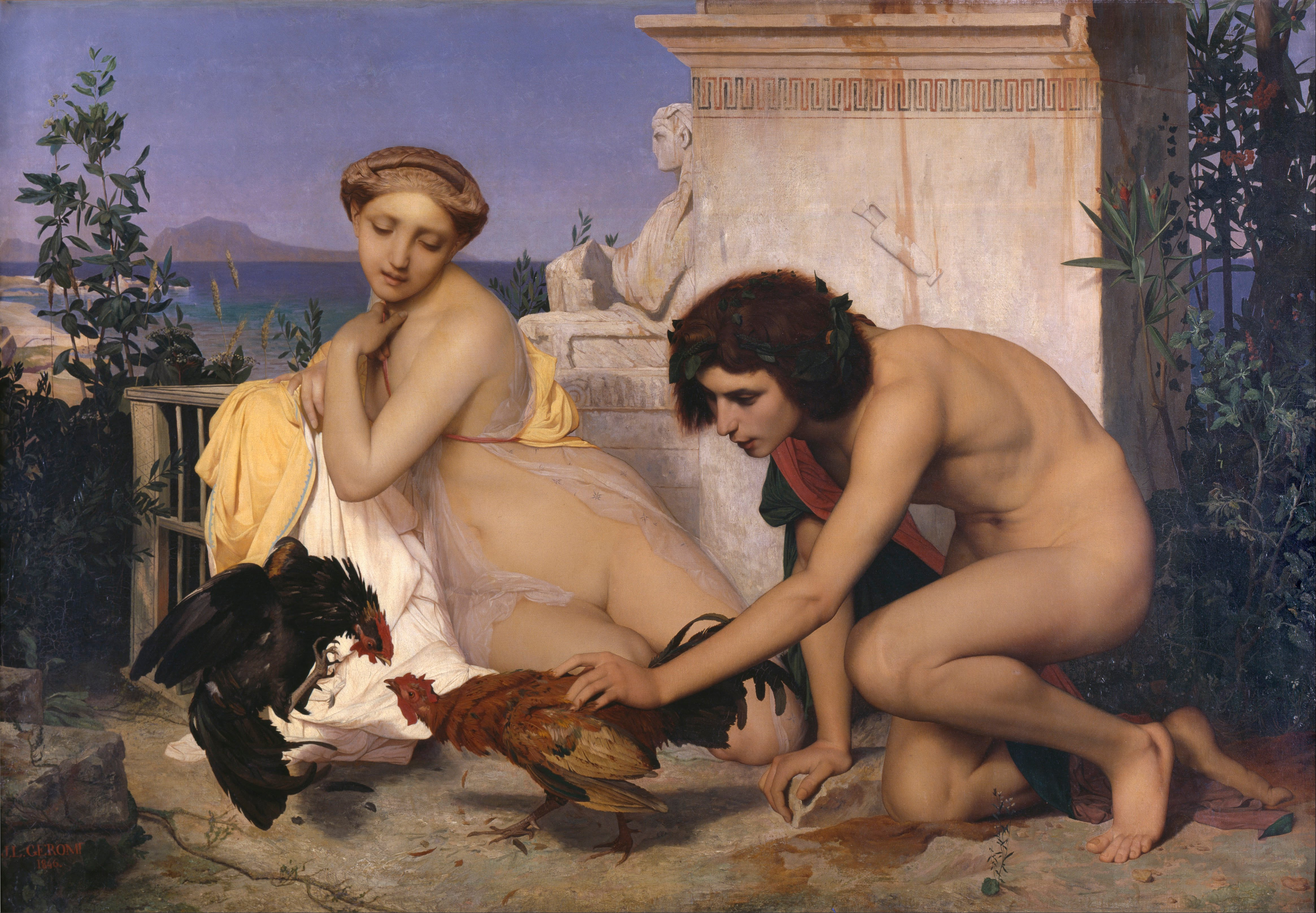
Jean-Léon Gérôme - Le combat de coqs.

Cette page concerne l'année 1846 en arts plastiques.

## Œuvres
- La Réunion des poètes, huile sur toile d'Antonio María Esquivel représentant plusieurs poètes et artistes romantiques espagnols.

## Naissances
- 9 janvier : Nicolas Sicard, peintre français († 1er janvier 1920),
- 12 janvier : Pierre-Nicolas Euler, peintre français († 27 décembre 1915),
- 25 janvier : Joseph Blanc, peintre français († 5 juillet 1904),
- 28 janvier : Paul Philippoteaux, peintre français († 28 juin 1923),
- 31 janvier : Numa Marzocchi de Bellucci, peintre français († 25 août 1930),
- 7 février :
  - Edith Blake, illustratrice et écrivaine botanique irlandaise († 18 avril 1926),
  - Vladimir Makovski, peintre russe († 21 février 1920),
- 22 février : Berthe Mouchette, peintre française († 20 juin 1928),
- 25 février :
  - Giuseppe De Nittis, peintre italien († 21 août 1884),
  - Ange Flégier, compositeur et peintre français († 8 octobre 1927),
- 1er mars :
  - Julien Gustave Gagliardini, peintre et graveur français († 28 novembre 1927),
  - Alfred Roll, peintre français († 27 octobre 1919),
- 3 mars : Émile Isenbart, peintre français († 21 mars 1921),
- 11 mars : Charles Courtry, graveur et illustrateur français († 31 octobre 1897),
- 1er avril : Giulio Cantalamessa, peintre et critique d'art italien († 12 septembre 1924),
- 6 avril : Henri Jean Turlin, peintre de fleurs et de paysages et aquafortiste français († ?),
- 28 avril : Henri Guérard, peintre, graveur, lithographe et imprimeur français († 25 mars 1897),
- 1er mai : Jean-Joseph Weerts, peintre français d'origine belge († 28 septembre 1927),
- 6 mai : Henri Paillard, graveur, illustrateur et peintre français († 26 novembre 1912),
- 14 mai : Antonio Piccinni, peintre et graveur italien († 26 janvier 1920),
- 20 mai : Eugène Murer, peintre français († 22 avril 1906),
- 21 mai : Luc-Olivier Merson, peintre français († 13 novembre 1920),
- 24 mai : Léon Tanzi, peintre et illustrateur français († août 1913),
- 25 mai : Gustave Jacquet, peintre français († 1909),
- 26 mai : Eduard von Grützner, peintre allemand († 2 avril 1925),
- 2 juin : Émile Maillard, peintre français († 23 juillet 1926).
- 24 juin : René Billotte, peintre français († 1er novembre 1914),
- 29 juin : Francesco Gioli, peintre italien († 4 janvier 1922),
- 1er juillet : Eugène Vergez, peintre paysagiste et illustrateur français († 2 juillet 1925),
- 5 juillet : Henri Brispot, peintre français († 1928),
- 12 juillet : Hermann Baisch, peintre et aquafortiste allemand († 18 juin 1894),
- 13 juillet : François Lafon, peintre français († 10 avril 1913),
- 17 juillet : Jean Renggli, peintre suisse († 16 août 1898),
- 27 juillet : Germain Détanger, peintre français († 25 janvier 1902),
- 8 août : Édouard Vimont, peintre français († 12 février 1931),
- 11 août : Fanny Fleury, peintre française († 4 février 1923),
- 23 septembre : François Brillaud, peintre français († 26 août 1916),
- 25 septembre : Ernest Wittmann, peintre, sculpteur et dessinateur français († 10 mai 1921),
- ?  septembre : Augusto Alberici, peintre et collectionneur d'art italien († 1er janvier 1922),
- 10 octobre : Alexandre Gamba de Preydour, peintre français († 20 janvier 1933),
- 23 octobre : Petrus Johannes Arendzen, graveur, dessinateur et peintre néerlandais († 15 décembre 1932),
- 29 octobre :
  - Aimé Perret, peintre français († 18 juin 1927),
  - Joseph Reichlen, peintre et dessinateur suisse († 9 août 1913),
- 3 novembre : Lajos Bruck, peintre hongrois († 3 décembre 1910),
- 6 novembre : Raoul Arus, peintre français († 6 mai 1921),
- 30 novembre : Jean-André Rixens, peintre français († 21 février 1925),
- 15 décembre : Henri-Paul Motte, architecte et peintre français († 25 mars 1922),
- 13 décembre : Nikolaï Iarochenko, peintre russe († 26 juin 1898),
- 15 décembre : Henri-Paul Motte, architecte et peintre français († 25 mars 1922),
- 18 décembre :
  - Honoré Cavaroc, peintre et photographe français († 1er février 1931),
  - Edmond Debon, peintre français († 2 mars 1922),
- ? :
  - Jules-Charles Choquet, peintre français († 1937),
  - John Alexander Harrington Bird, peintre et illustrateur britannique († 1936),
  - Serafino Ramazzotti, peintre et sculpteur italien († 1920).

## Décès
- 22 janvier : Louis-Pierre Baltard, architecte, graveur et peintre français (° 9 juillet 1764),
- 30 janvier : Giuseppe Diotti, peintre italien (° 1er mars 1779),
- 15 mars :
  - Charles-Caïus Renoux, peintre  et dessinateur français (° 1795).
  - Elisabeth von Adlerflycht, peintre allemande (° 23 septembre 1775),
- 15 avril : Louis-Joseph Noyal, peintre français († 18 janvier 1805),
- 6 juin : Adèle Romany, peintre française (° 7 décembre 1769),
- 30 juillet : Esprit-Aimé Libour, peintre d'histoire et portraitiste français (° 22 février 1784),
- 11 août : Bartolomé Montalvo, peintre espagnol (° 1769),
- 6 octobre : Robert von Langer, peintre allemand (° 9 mars 1783),
- 24 novembre : Jakob Samuel Weibel, petit maître suisse, peintre et graveur (° 28 novembre 1771),
- 25 novembre : Giovan Battista Borghesi, peintre italien (° 25 novembre 1790),
- 19 décembre : Per Wickenberg, peintre suédois (° 1er octobre 1812),
- 21 décembre : Auguste Bouquet, peintre, lithographe, graveur et caricaturiste français (° 13 septembre 1810).
- ? : Vivica Strokirk, peintre suédoise (° 1792)